# Nikolai Nikolajewitsch Suchanow

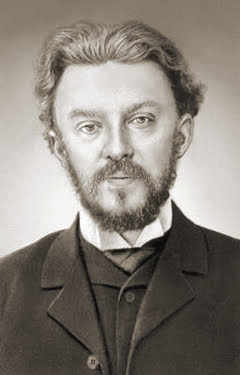
Nikolai Suchanow

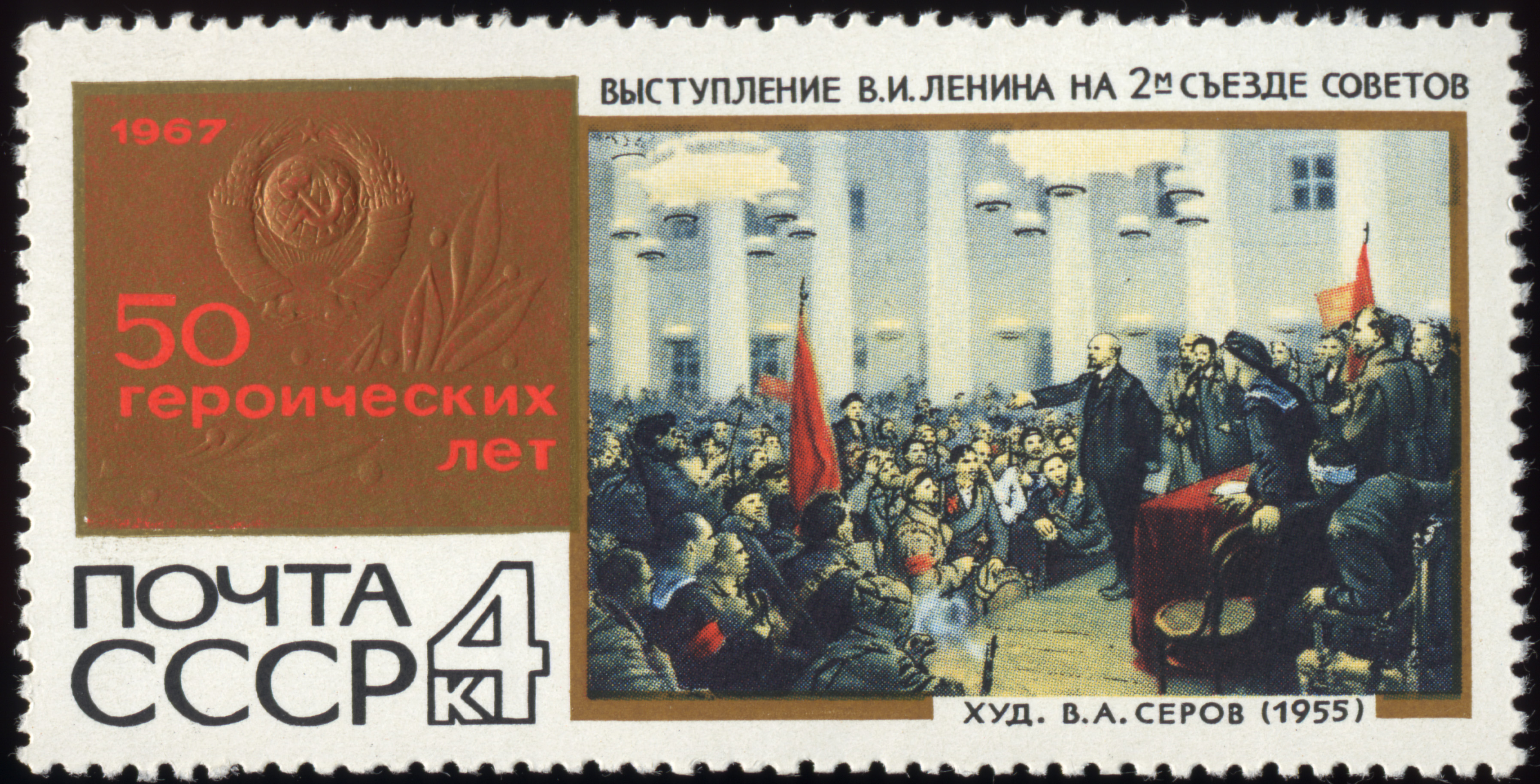
Lenins Ansprache beim II. Allrussischen Sowjetkongress (Gemälde von W. A. Serow (1955) auf einer 4-Kopeken-Briefmarke der Sowjetunion ("50 heroische Jahre") aus dem Jahr 1967)

Nikolai Nikolajewitsch Suchanow (russisch Николай Николаевич Суханов, wiss. Transliteration Nikolaj Nikolaevič Suchanov, auch: Nikolai Sukhanov; eigentlich Nikolai Nikolajewitsch Gimmer (Гиммер / Gimmer); geboren 9. Dezember 1882 in Moskau; gestorben 29. Juni 1940 in Omsk) war ein russischer Schriftsteller, Journalist und menschewistischer Politiker.

## Biografie
Nikolai Suchanow wurde in Moskau geboren. Als Student wurde er Mitglied einer sozialistischen Gruppe und war seit 1903 Mitglied der Sozialrevolutionären Partei. Ende 1902 studierte er in Paris. Er hörte Vorträge von Lenin, Martow, Trotzki und Tschernow. 1903 wechselte er nach Moskau. Er wurde 1904 wegen Besitzes illegaler Literatur verhaftet und zu einer einjährigen Haftstrafe verurteilt, die er im Moskauer Taganka-Gefängnis verbüßte. Nach seiner Freilassung nahm er an der ersten Revolution von 1905 bis 1907 teil. Er schrieb Beiträge für die Zeitschrift Russkoje Bogatswo ("Russischer Reichtum") und verfasste verschiedene Schriften zu Agrarfragen. 1910 wurde er erneut verhaftet. Er ging nach Archangelsk ins Exil. 1913 kehrte er nach Sankt Petersburg zurück. Er wurde Herausgeber der Zeitschriften Sowremennik und Letopis. Er setzte sich für freie Meinungsäußerung ein und für ein Ende der politischen Zensur in Zeitungen und Büchern. Er war auch ein starker Gegner eines Krieges zwischen Russland und Deutschland. In den ersten Monaten der Revolution von 1917 wurde er in das sowjetische Petrograder Exekutivkomitee gewählt und spielte eine wichtige Rolle bei der Errichtung der ersten Provisorischen Regierung. In dieser Zeit war er auch Redakteur bei der Tageszeitung Nowaja schisn („Neues Leben“). Suchanow war ein Vertrauter Gorkis. Als Befürworter der Friedensverhandlungen mit Deutschland war er direkt gegen die Kriegspolitik von Pawel Miljukow und Alexander Kerenski. Nach der Oktoberrevolution wurde Suchanow ein heftiger Kritiker des bolschewistischen Regimes. Er war eine Schlüsselfigur in der ersten revolutionären Regierung. In den Jahren 1919–1923 veröffentlichte er einen umfangreichen Augenzeugenbericht über die gesamte Zeit der Revolution von 1917. Suchanow gilt als deren bedeutendster Chronist. Dass der demokratische Flügel der russischen Sozialdemokratie den Kongress im Smolny-Institut verließ, und so die Menschewiki zugunsten der Bolschewiki und Linken Sozialrevolutionären die politische Bühne räumten, bewertet er folgendermaßen:

„Wir gingen, ohne zu wissen wohin und weshalb, nachdem wir mit dem Sowjet gebrochen und uns mit den konterrevolutionären Elementen zusammengetan hatten. Wir haben uns selbst in den Augen der Massen diskreditiert und untergruben so die Zukunft unserer Organisation. Mehr noch: Wir gingen, nachdem wir den Bolschewiki freie Hand gelassen und sie zu Herren der Lage gemacht hatten. Wir überließen ihnen die gesamte Arena der Revolution.“

Sein siebenbändiges Werk wurde unter Stalin unterdrückt. 1931 war Suchanow Angeklagter im sogenannten Menschewiki-Prozess und landete er wegen angeblicher konterrevolutionärer Aktivitäten im Gefängnis. Später wurde er ein zweites Mal verurteilt. 1940 wurde er auf Befehl von Stalin erschossen.

## Publikationen

### Hauptwerk
- Sapissok o rewoljuzii (russisch Записок о революции, wiss. Transliteration Zapisok o revoljucii), 7 Bände, Petersburg: ed. S. I. Grschebin, 1919–1923 (Digitalisat: I (1919), III–VII) (Inhalt – russ. Gesamtübersicht (Memento vom 20. Juni 2020 im Internet Archive))

#### Auswahlübersetzungen
- (deutsch) Suchanow, Nikolaj Nikolajewitsch: 1917 Tagebuch der russischen Revolution, ausgewählt, übertragen und herausgegeben von Nikolaus Ehlert, Vorwort von Iring Fetscher. München, Piper & Co., 1967
- (englisch) N. N. Suchanow: The Russian Revolution 1917. A Personal Record. Edited and translated by Joel Carmichael. Oxford University Press, New York 1955.

### Weitere Schriften
- Наши левые группы и война. — Пг., 1916
- Мировое хозяйство накануне и после войны 1913–1923. — Л.; М., 1924.